# Jerome Sinclair
Jerome Terence Sinclair (Birmingham, Inglaterra, Reino Unido, 20 de septiembre de 1996) es un exfutbolista inglés que jugaba como delantero y se encuentra retirado tras finalizar su contrato con el Watford F. C.
Fue el jugador más joven en la historia del Liverpool en jugar un partido de liga, con tan solo 16 años y 6 días.

## Trayectoria deportiva

### Comienzos y Liverpool
Liverpool Football Club fichó a Sinclair cuando él tenía 14 años y jugaba en el West Bromwich Albion. En el año 2011 el cuerpo técnico del Liverpool Football Club le vio tanto potencial como con Raheem Sterling que decidieron promoverlo al primer plantel. El 26 de septiembre de 2012 hace su debut en la copa de la liga ingresando a los 81 minutos.

### Pocos minutos y cesión
El 16 de marzo de 2013 tras no ser utilizado por Brendan Rodgers este decide prestarlo al Wigan Athletic de la segunda división inglesa.

### Watford
El 30 de junio de 2016 Sinclair fichó por el Watford FC.

### Carrera internacional
Formó parte de la selección sub-17 de Inglaterra.

## Palmarés

### Títulos nacionales
| Título           | Club                | País     | Año  |
| ---------------- | ------------------- | -------- | ---- |
| Copa de Bulgaria | P. F. C. CSKA Sofía | Bulgaria | 2021 |